# يو إف سي 209
يو إف سي 209: وودلي ضد طومسون 2 (بالإنجليزية: UFC 209: Woodley vs. Thompson 2)‏ هو حدث لفنون القتال المختلطة نظمته يو إف سي، أُقيم في 4 مارس 2017، على تي موبايل أرينا في بارادايس، نيفادا، الولايات المتحدة.